# Emilio Lunghi
Emilio Lunghi (Genoa, 16 maart 1887 - aldaar, 26 september 1925) is een Italiaanse atleet, die gespecialiseerd is in de middellange afstand en de sprint. Hij won negen nationale titels op zes verschillende disciplines. Ook nam hij tweemaal deel aan de Olympische Spelen en won hierbij één medaille.
Op de Olympische Spelen van 1908 in Londen won hij met een tijd van 1.54,2 een zilveren medaille op de 800 m. Zijn tijd werd alleen verslagen door de Amerikaan Mel Sheppard, die in 1.52,8 over de finish kwam. Op de 1500 m sneuvelde hij in de voorrondes. Vier jaar later op de Olympische Spelen van Stockholm sneuvelde hij in de halve finale van de 400 m, en de 800 m.
Hij was aangesloten bij Sport Pedestre Genova in Genova en Sport Club Italia in Milaan.

## Titels
- Italiaans kampioen 400 m - 1908
- Italiaans kampioen 800 m - 1914
- Italiaans kampioen 1000 m - 1908, 1911, 1912
- Italiaans kampioen 1500 m - 1906, 1913
- Italiaans kampioen 1200 m steeplechase - 1912
- Italiaans kampioen 400 m horden - 1913

## Persoonlijke records
| Onderdeel | Prestatie | Datum             | Plaats    |
| --------- | --------- | ----------------- | --------- |
| 400 m     | 49,0      | 23 juni 1912      | La Spezia |
| 880 yrd   | 1.52,8    | 15 september 1909 | Montreal  |
| 1500 m    | 4.03,8    | 13 juli 1908      | Londen    |